# Natur- og biodiversitetspakken 2020
Natur- og biodiversitetspakken er en aftale der 4. december 2020 blev indgået af  Regeringen, Radikale Venstre, SF, Enhedslisten og Alternativet  om  natur og biodiversitet, der skal give et  løft af Danmarks  natur. Det er en række aftaler hvor der afsættes der 888 mio. kr. i perioden 2021-2024, der skal bruges til at  prioritere udlæg af urørt skov, nye naturnationalparker og en strategi for forvaltning af truede arter.  De afsatte midler skulle gøre det  muligt at nå en målsætning på knap 75.000 hektar urørt skov og etablering af 15 naturnationalparker.
Partierne vil også som en del af aftalen etablere et biodiversitetsråd, som der er afsat fire mio. kr. årligt i 2021-2024.